# Scoparia pusilla
Scoparia pusilla là một loài bướm đêm trong họ Crambidae.